# Nilpotente
En matemática, un elemento x de un anillo R se dice que es nilpotente si existe algún entero positivo n tal que xn = 0. 

## Ejemplos
- Esta definición puede ser aplicada en particular a matrices cuadradas. La matriz

{\displaystyle A={\begin{pmatrix}0&1&0\\0&0&1\\0&0&0\end{pmatrix}}}
es nilpotente porque A³ = 0. Ver matriz nilpotente para mayor detalle.
- En el anillo factorial Z/9Z, la clase del 3 es nilpotente porque 3² es congruente con 0 módulo 9.

- Suponemos que dos elementos a, b de un anillo no conmutativo R satisfacen ab=0. Entonces, el elemento c=ba es nilpotente (si es no nulo) ya que c²=(ba)²=b(ab) a=0. Un ejemplo con matrices sería:

{\displaystyle A_{1}={\begin{pmatrix}0&1\\0&1\end{pmatrix}},\;\;A_{2}={\begin{pmatrix}0&1\\0&0\end{pmatrix}}\ .}
Vemos que {\displaystyle A_{1}A_{2}=0,\;A_{2}A_{1}=A_{2}}.

## Propiedades
Ningún elemento nilpotente puede ser una unidad (excepto en el anillo trivial {0} en el que únicamente existe un único elemento 0 = 1). Todos los elementos nilpotentes son divisores de cero.
Una matriz cuadrada n dimensional A con elementos en un cuerpo es nilpotente si y solo si su polinomio característico es Tn, lo cual sucede si y solo si An = 0.
Los elementos nilpotentes de un anillo conmutativo forman un ideal; este hecho es consecuencia del teorema del binomio. Este ideal es el nilradical del anillo. Cada elemento nilpotente de un anillo conmutativo está contenido en todo ideal primo del anillo, y de hecho la intersección de todos los ideales primos es el nilradical.
Si x es nilpotente, entonces 1 − x es una unidad, porque xn = 0 implica
(1 − x) (1 + x + x² + ... + xn−1) = 1 − xn = 1.

## Nilpotencia en física
Un operador {\displaystyle Q} que satisface {\displaystyle Q^{2}=0} es nilpotente. El BRST charge es un ejemplo muy importante en física.
Como que los operadores lineales forman una álgebra asociativa y por tanto un anillo, éste es un caso especial de la definición inicial. En general, desde el punto de vista de la definición anterior, un operador Q es nilpotente si existe n∈N tal que Qn=o (la función cero). En consiguiente, una aplicación lineal es nilpotente si y solo si está definida por una matriz nilpotente en alguna base. Otro ejemplo es la derivada exterior (otra vez con n=2). Ambas están relacionadas, a través de la supersimetría y la teoría de Morse, como fue demostrado por Edward Witten.
El campo electromagnético de una onda plana sin fuentes es nilpotente cuando se expresa en el lenguaje de la álgebra del espacio físico.